# Света Екатерина (Орландовци)
„Света Екатерина“  е православен храм в софийския квартал „Орландовци“ под юрисдикцията на Софийската епархия на Българската православна църква. Част е от енорийския комплекс в квартала.

## История
Храмът „Света Екатерина“ е построен през 2011 година върху място, където е имало по-стар параклис. Църквата се намира непосредствено до основния енорийски храм в Орландовци „Света Петка“.
Храмът е посветен на света великомъченица Екатерина, на която има посветени още два храма в град София – параклисът в двора на УМБАЛ „Проф. д-р Александър Чирков“ (бившата болница „Света Екатерина“) и гробищният храм в Княжево.
На 24 ноември 2018 година, на празника на света великомъченица Екатерина, е извършено обновление на храма, като в богослужението участват патриарх Неофит Български, митрополит Антоний Западно и Средноевропейски и софийският викарий епископ Поликарп Белоградчишки.